# Ocean Two
Ocean Two ili O2 je neboder koji se gradi u četvrti Costa del Este, u panamskom glavnom gradu Panama Cityju. Izgradnja je započela 2006. a očekuje se da će biti završena 2010. Konačnom izgradnjom, Ocean Two će s 236 metara visine, biti druga najveća zgrada u Costa del Este, nakon zgrade The Point.
Zgradu je dizajnirao arhitekt Pinzón Lozano, koji vodi istoimeni dizajnerski studio Pinzón Lozano & Asociados.

## Vanjske poveznice
- Ocean Two